# An Se-young
An Se-young (n. 5 februarie 2002, Gwangju, Coreea de Sud) este o jucătoare de badminton ce a reprezentat Coreea de Sud, medaliată olimpică. A participat la două ediții ale Jocurilor Olimpice (2020, 2024) în care a câștigat o medalie de aur.